# Comté de Grant (Nouveau-Mexique)
Pour les articles homonymes, voir Comté de Grant.
Le comté de Grant est l’un des 33 comtés de l’État du Nouveau-Mexique, aux États-Unis. Nommé en l'honneur de Ulysses S. Grant, l'ancien président des États-Unis, il est situé dans le sud-ouest de l’État. Son siège est Silver City. Selon le recensement de 2000, sa population est de 31 002 habitants.

## Comtés adjacents
- Comté de Catron (nord)
- Comté de Sierra (est)
- Comté de Luna (sud-est)
- Comté de Hidalgo (sud)
- Comté de Greenlee (Arizona) (ouest)